# Etnometodología

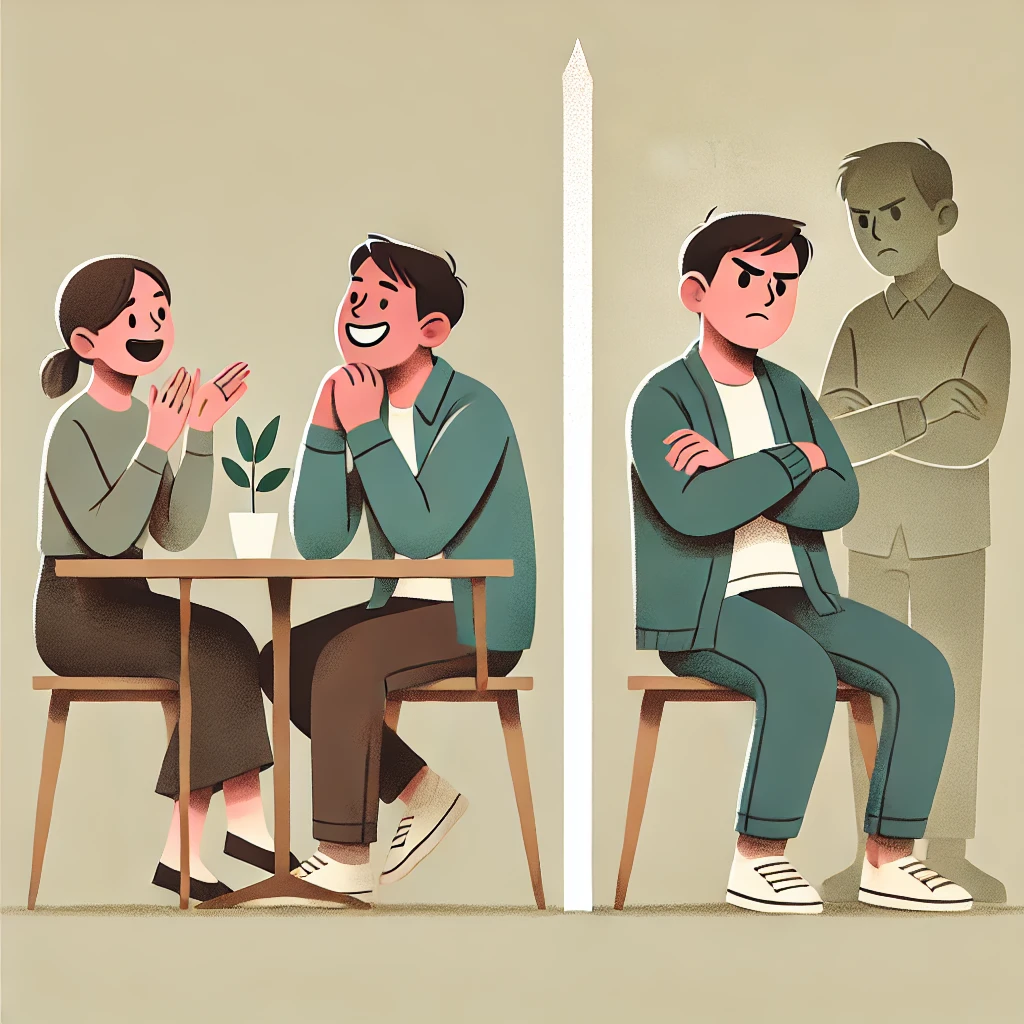
Interacción social. La Etnometodología estudia las estructuras y patrones que los individuos utilizan en la vida cotidiana.

La etnometodología es una corriente sociológica surgida en los años sesenta a través de los trabajos de Harold Garfinkel. Aparece como una ruptura con las ideas del Estructural-funcionalismo de Talcott Parsons las cuales, según Garfinkel, consideraban al actor como un "idiota cultural" que solo "actuaba" de acuerdo con normas que le eran impuestas.
La etnometodología se basa en el supuesto de que todos los seres humanos tienen un sentido práctico con el cual adecuan las normas de acuerdo con una racionalidad práctica que utilizan en la vida cotidiana. En términos más sencillos, se trata de una perspectiva sociológica que toma en cuenta los métodos que los seres humanos utilizan en su vida diaria para sentarse, ir al trabajo, tomar decisiones, entablar una conversación con los otros.
Así mismo, y a diferencia del Estructural-funcionalismo de Parsons, los actos del ser humano están en un primer plano, dejando a las normas, leyes y demás, en un segundo, lo que induce a que los actos de los seres humanos son los encargados de transformar las leyes de acuerdo al contexto en el que viven; es decir, "las personas son activos ejecutores y productores de la sociedad a la que pertenecen".
Es por ello que ha sido considerada una teoría micro e, incluso, una teoría radical dado su individualismo extremo, el uso de la etnografía y la falta de una teoría que explique cómo surgen los fenómenos estructurales de la sociedad. Los estudios etnometodológicos regularmente apelan al uso de métodos como la entrevista, la grabación y registro etnográficos, y algunas innovaciones que implican la interacción del investigador con grupos sociales específicos.

## Corrientes etnometodológicas
Los etnometodólogos comenzaron haciendo investigaciones sobre las "desviaciones sociales". Estos estudios se desarrollaron en medios educativos, médicos o judiciales a partir de la idea de "normalidad percibida" de Harold Garfinkel según la cual, la "normalidad" de los acontecimientos sociales es el producto de una labor activa mediante la que los actores "normalizan" las discrepancias entre los acontecimientos esperados y los que se dan de hecho. Estos estudios dieron pie a una nueva sociología del conocimiento, libre de las trabas de la racionalidad prescriptiva. La nueva perspectiva se ocupa de la reflexividad que une la constitución social del conocimiento y el contexto institucional que genera y mantiene ese conocimiento. A partir de entonces, la Etnometodología ha desarrollado por lo menos cuatro estilos o formas diferentes de investigación: 
1. Estudios sobre las prácticas de trabajo efectuadas por Garfinkel y sus estudiantes de Los Ángeles entre los que se encuentran E. Bittner, D. Zimmerman, D.L. Wieder o H. Schwartz. A este grupo podemos sumar el formado por Aaron Cicourel en Santa Bárbara hasta su separación definitiva de Garfinkel en el Sympusium de Boston de 1974, con M. Pollner, H. Elliot, H. Mehan, M. Shumsky o H. Wood. En general son estudios sobre actividades ocupacionales ordinarias, aunque Garfinkel se interesó concretamente en las actividades de físicos y matemáticos. La idea surgió al comprobar que muchos estudios sociológicos trataban "sobre" las ocupaciones y no directamente "las" ocupaciones. Así, se abordaban cuestiones como los ingresos, etnicidad, clase social, relaciones entre "roles", etc. y no se informaba sobre las actividades fundamentales que constituían y daban sentido a dichas ocupaciones. Para este tipo de intervención Garfinkel exige la "adecuación única", lo que quiere decir que el investigador ha de ser competente, ha de dominar las actividades que se están investigando. Solo el haber tenido la experiencia de lo que se quiere describir garantiza el objetivo de la investigación que no es otro que el mayor nivel de precisión y especificidad posible de los detalles constitutivos de la actividad ocupacional en cuestión.[2]
2. Estudios de la conversación. Se originaron con los trabajos conjuntos de Garfinkel, Sacks y Schegloff. Estos estudios examinan los trazos organizacionales del lenguaje natural en las interacciones cotidianas, como por ejemplo las conversaciones telefónicas, los saludos, las producciones de historias y de informes o las bromas en el contexto de su enunciación. Los volúmenes editados por Sudnow (1972), Schenkein (1978), Psathas (1979) o Watson y Heritage (1985) ofrecen una buena muestra de ello. Los conversacionalistas han reforzado el rigor en el estudio de la interacción social introduciendo nuevos conceptos analíticos para su estudio como el de "par adyacente". Esta estructura muestra cómo algunas interacciones como saludos, despedidas, preguntas y respuestas, se organizan en pares de manera que la producción de un primer elemento exige que se produzca una segunda acción complementaria por parte del receptor. La elaboración de este concepto concretó aspectos importantes de la "explicabilidad inherente" de la acción y se ha aplicado posteriormente a un número cada vez mayor de actividades interactivas (mirada, movimiento corporal, etc.). La importancia de la contribución a la ciencia social de los análisis de conversaciones hacen prever su rápido crecimiento y evolución.[2]
3. Sociología cognitiva. A partir de 1974, Aaron Cicourel acuñó el término "sociología cognitiva" (1974;1980) y emprendió un tipo particular de investigación. Su principal continuador ha sido Mehan (1985).  Cicourel y Mehan, que trabajaban en el campo de la educación, comprendieron que el estudio de la adquisición y de la competencia del lenguaje era uno de los problemas básicos de la sociología. Estudiaron lenguajes esotéricos como el de los mudos o los ciegos de nacimiento, se adentraron en el campo de la psicolingüística y el lenguaje de los niños y abordaron situaciones más complejas como la interacción maestro-alumno dentro del aula. Estos trabajos constituyen un puente entre la etnometodología y sus disciplinas más cercanas como la psicología cognitiva, la antropología y la lingüística.[2]
4. El grupo "análisis", está encabezada por P. McHugh y A. Blum. Podríamos justificar la presencia de este grupo como una disidencia del movimiento etnometodológico, pero su mención aquí se debe fundamentalmente a su desarrollo de las implicaciones del problema de la reflexividad.[2]